# Charles Bateman
Charles Wilbur Bateman (ur. 18 listopada 1930 w San Diego, w stanie Kalifornia, zm. 20 kwietnia 2024 w La Mesa) – amerykański aktor telewizyjny. Odtwórca roli C.C. Capwella w operze mydlanej NBC Santa Barbara (1984–1985).

## Filmografia
- 1958: Maverick jako kuzyn Jeff
- 1959: Lassie jako młody inżynier
- 1964: Bonanza jako Rick Bonner
- 1965: Bonanza jako Jim
- 1971: Mission: Impossible jako bryg. gen. Westerfield
- 1973: Mission: Impossible jako Dayton
- 1974: Sierżant Anderson jako Fred Boyle
- 1975: Ulice San Francisco jako inspektor Sawyer
- 1975: Sierżant Anderson jako Dan Benedict
- 1976: Barnaby Jones jako Daviel Reese
- 1977: Barnaby Jones jako Harry Dunbar
- 1978: Barnaby Jones jako Herb Porter
- 1980–1981:Dni naszego życia (Days of Our Lives) jako Maxwell Jarvis
- 1984–1985: Santa Barbara jako C.C. Capwell
- 1988: Dallas jako senator Troutt
- 1988: Matlock jako Michael Russell
- 1991: Dallas jako senator Daniel Garrity